# Hyperoche martinezi
Hyperoche martinezi är en kräftdjursart som först beskrevs av Müller 1864.  Hyperoche martinezi ingår i släktet Hyperoche och familjen Hyperiidae. Inga underarter finns listade i Catalogue of Life.